# 달렌빌
달렌빌(Dallenwil)은 스위스 니트발덴주의 지자체이다.

## 역사
달렌빌은 1199-1210년경에 Tellewilare 또는 Telliwilare로 처음 언급되었다. 1850년에는 Thalwyl로 알려졌으며, 1913년이 되어서야 달렌빌이 되었다.

## 지리

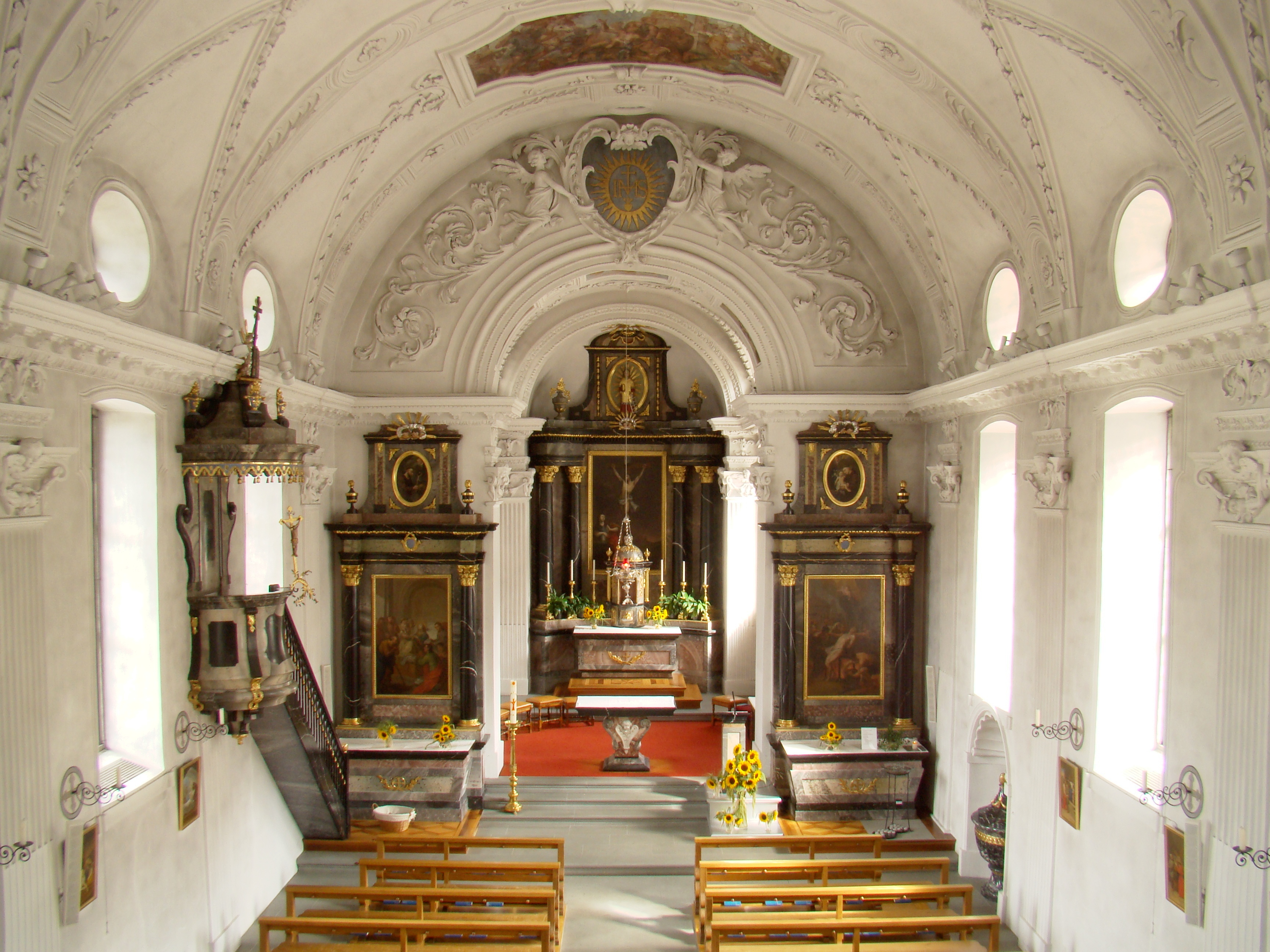
장크트 라우렌티우스 사목구 성당

달렌빌의 면적은 2006년 기준으로 15.5k㎡이다. 이 지역의 53.7%는 농업용으로 사용되며 38%는 산림이다. 나머지 토지 중 4.6%는 정착지(건물 또는 도로)이고 나머지(3.7%)는 비생산적(강, 빙하 또는 산)이다.
지자체는 슈탄스에서 볼펜쉬센까지의 오래된 주 고속도로를 따라 그리고 교구 교회 주변에 위치하고 있다.

## 인구통계
2020년 12월 31일 기준, 달렌빌의 인구는 1,848명이다. 2007년 기준으로 전체 인구의 7.1%가 외국인이다. 지난 10년 동안 인구는 2.8%의 비율로 증가했다. 2000년 기준, 인구 대부분인 95.8%가 독일어를 사용하며, 알바니아어가 두 번째(1.4%)로 많이 사용되며, 세르보-크로아티아어가 세 번째(0.7%)로 사용된다. 2008년 현재 인구의 성별 분포는 남성 51.0%, 여성 49.0%이다.
2000년 현재 607가구 중 336가구(약 55.4%)가 1~2인 가구이다. 82 또는 약 13.5%가 5명 이상의 대가족이다.
2007년 연방 선거에서 가장 인기 있는 정당은 81.6%의 득표율을 기록한 FDP였다. 나머지 득표의 대부분은 지역의 소규모 우익 정당(15.1%)에게 돌아갔다.
전체 스위스 인구는 일반적으로 교육 수준이 높다. 달렌빌에서는 인구의 약 68.2%(25-64세)가 비필수 고등교육 또는 추가 고등교육(대학 또는 응용학문대학)을 완료했다.
달렌빌의 실업률은 0.92%이다. 2005년 기준으로 1차 경제 부문에 145명이 고용되어 있으며, 이 부문에 약 52개 기업이 참여하고 있다. 165명이 2차 부문에 고용되어 있고, 이 부문에 18개의 기업이 있다. 245명이 3차 부문에 고용되어 있으며, 이 부문에는 50개의 기업이 있다.
역사적 인구는 다음 표에 나와 있다.
1850년 이후 달렌빌의 인구통계학적 경향: 인구조사(1850-2000 스위스 연방통계청), 연방통계청(2010년 이후)

## 명소

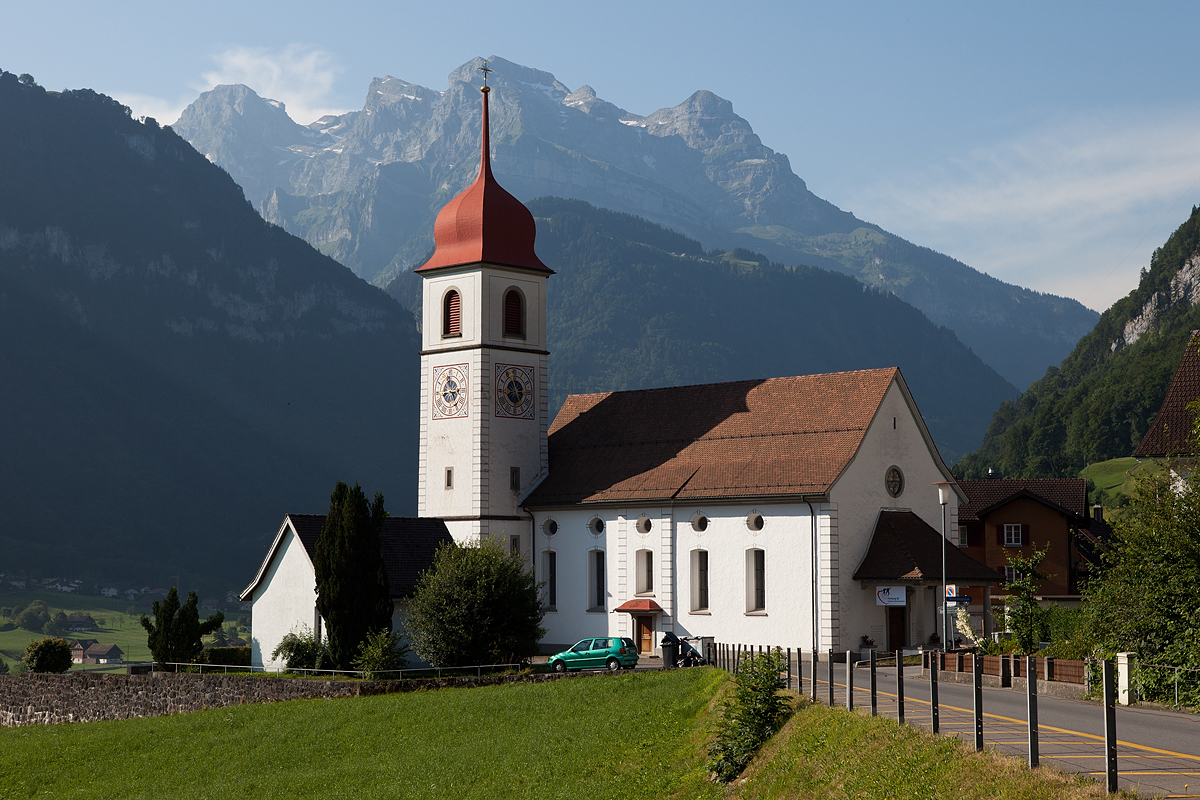
달렌빌 교회

달렌빌의 주요 명소는 스키와 여름휴양지 비젠베르크/비르츠벨리, 장크트 라우렌티우스 교회, 순례 예배당 비젠베르크이다.

## 교통
달렌빌은 루체른–슈탄스–엥겔베르크선의 달렌빌역에서 운행된다. 루체른 S-반 S4 서비스는 루체른을 오가는 시간당 2개의 열차를 제공하며, 루체른과 엥겔베르크 사이의 인터레기오 서비스도 슈탄스에서 정차한다.